# Slap, Vipava
Slap je vas v Vipavski dolini pod Vipavskimi brdi in spada v občino Vipava.

## Prebivalstvo
Etnična sestava 1991:
- Slovenci: 381 (98,2 %)
- Neznano: 7 (1,8 %)

## Ljudje povezani s krajem
- Rihard Dolenc